# Primera Línia (Grècia)
Primera Línia (grec Πρώτη Γραμμή, Proti Grammi, PG) fou un partit polític grec d'ideologia nacionalista creat el 1999. El seu cap fou l'historiador, advocat i teòric nacionalista Konstantinos Plevris.
Es presentà a les eleccions europees de 1999 en coalició amb el grup neonazi Alba Daurada, i van obtenir 48,532 vots (0,75% dels vots). A les eleccions legislatives gregues de 2000 va obtenir només 12,125 vots (0,18% dels vots).
A part de Plevris, altres candidats del partit han estat: (el 1999) Panayiota Adonopoulou (Παναγιώτα Αντωνοπούλου), Nikólaos Mikhaloliakos (Νικόλαος Μιχαλολιάκος) i Michail Arvanitis-Avramis (Μιχαήλ Αρβανίτης-Αβράμης). El partit actualment està dissolt i molts dels seus membres es van unir al Reagrupament Popular Ortodox, mentre que d'altres participaren en la fundació d'una Aliança Patriòtica.

## Resultats electorals

### Eleccions legislatives
| Any  | Vots                         | %                            | Escons  | +/- | Govern            |
| ---- | ---------------------------- | ---------------------------- | ------- | --- | ----------------- |
| 2000 | Coalició amb Front Hel·lènic | Coalició amb Front Hel·lènic | 0 / 300 | Nou | Extraparlamentari |

### Eleccions europees
| Any  | Vots                      | %                         | Escons | +/- |
| ---- | ------------------------- | ------------------------- | ------ | --- |
| 1999 | Coalició amb Alba Daurada | Coalició amb Alba Daurada | 0 / 25 | Nou |